# Stolpenburg

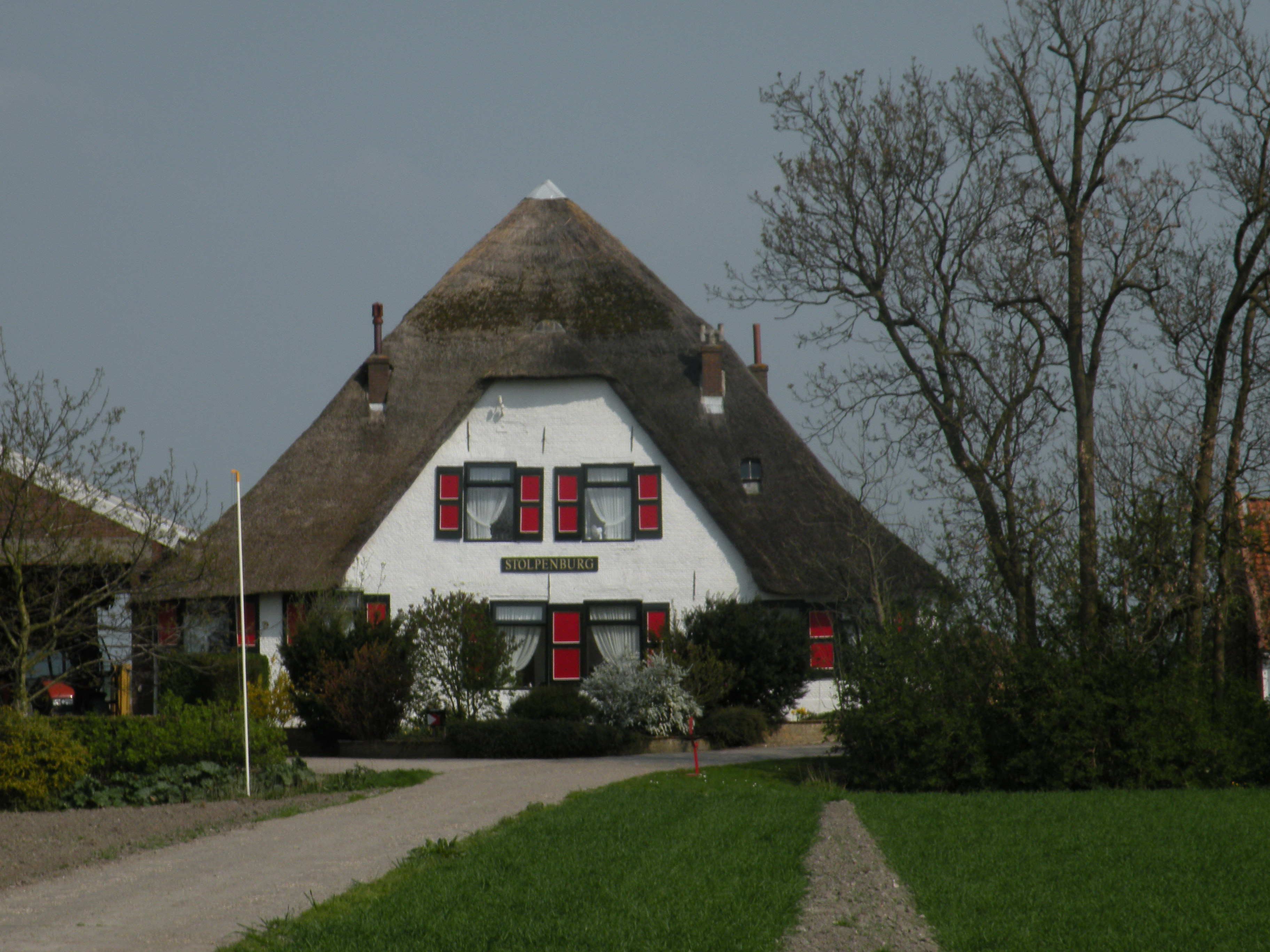
Stolpenburg

Stolpenburg is een boerderij gelegen aan de Herenweg in Moerkapelle (gemeente Zuidplas, provincie Zuid-Holland) in Nederland.
De boerderij is een van de weinige Zuid-Hollandse stolpen. Dit is een boerderijtype dat vooral voorkomt in de Noord-Hollandse streek West-Friesland. De boerderij is in opdracht van Balthasar Coymans, geboren 1618, uit Haarlem rond 1660 gebouwd. Daarmee is het op een na het oudste gebouw in Moerkapelle. Alleen het landhuis Het Land van Belofte, gebouwd in opdracht van Johan Herrewijn Junior, zwager van Coymans, is ouder. Stolpenburg is een rijksmonument.